# Grewia latiglandulosa
Grewia latiglandulosa är en malvaväxtart som beskrevs av Z.Y.Huang och S.Y.Liu. Grewia latiglandulosa ingår i släktet Grewia och familjen malvaväxter. Inga underarter finns listade i Catalogue of Life.